# Gelu Negrea
Gelu Negrea (în actul de identitate, Negrea Gheorghe; n. 23 ianuarie 1945 în Orodel, Dolj) este  critic și istoric literar, prozator, regizor de teatru, jurnalist român. Membru al a Uniunii Scriitorilor din România, Filiala de critică, istorie literară și eseu București. 

## Date biografice
Născut la 23 ianuarie 1945 în localitatea Orodel, județul Dolj, din părinții Marin și Constanța. De la  un an, rămâne orfan de tată și, până la vârsta școlarizării, este crescut de bunicii ambilor părinți. Mama se recăsătorește cu un om admirabil, Gheorghe Biță, care îl va face uitat pe genitorul natural.  
Urmându-și părinții în peregrinările  profesionale, până la terminarea liceului (Vânju Mare – Mehedinți, 1963), a trecut prin șapte unități  școlare. 
Absolvent al Facultății de limba și literatura română, Universitatea București, 1969, al Facultății de jurnalism (curs post-universitar), 1981 și al Facultății de regie teatru, 1994 (ambele, în București).  
Ocupația de bază – gazetăria (ante și post-decembristă); ocupații colaterale: profesor, bibliotecar, funcționar cultural și administrativ etc.; câte doi ani șomer - atât înainte cât și după 1989. 
A înființat și condus cel dintâi ziar particular din România (Dimineața, Drobeta Turnu Severin; primul număr oficial: 19 ianuarie 1990). 
Între 2009 și 2011, secretar general de redacție și apoi redactor șef al săptămânalului Uniunii Scriitorilor Luceafărul (ulterior, Luceafărul de dimineață).  
Din 2009, redactor la Editura Academiei Române.  

## Activitate jurnalistică
A lucrat în mai multe redacții (adesea, în funcții de conducere) și a scris câteva mii de articole risipite în paginile unor cotidiane și hebdomadare precum: Viitorul (unde a fost repartizat la terminarea facultății, în 1969), Dimineața și 2 (Drobeta Turnu Severin), Dreptatea, Fraierul român, Universul Românesc, Cronica Română, Vocea României, Sportul Românesc etc. (toate, din București, unde, în 1991, și-a fixat domiciliul). Obligațiile de reporter politic și sportiv i-au prilejuit cunoașterea unei bune părți de lume, de la Paris, Bruxelles, Bonn, Atena, Praga, Vilnius, Luxemburg până la Seul (Coreea de Sud), Canton și Shenzhen (China), Abu Dhabi (Emiratele Arabe Unite) etc. A cunoscut mari personalități ale științei și culturii românești și străine: Ștefan Odobleja, Mihai Drăgănescu, Șerban Cioculescu, Petru Creția, Dumitru Radu Popescu, Andrei Marga, Eugen Simion, Vladimir Motîl (regizor rus de film), Radu Beligan, Florin Piersic, Marian Râlea, Dinu Cernescu ș.a. Cu unii dintre ei a realizat interviuri.

## Activitate literară
Debut cu epigrame în revista Urzica (1962). Colaborări cu eseuri, recenzii, articole de critică și istorie literară, proză și aforisme la: România literară, Luceafărul (de dimineață), Cultura, Orizont, Ramuri, Dilema, Contemporanul, 22, Bucureștiul Cultural, Caligraf, Tribuna, Neuma, Pro Saeculum, Paradigma XX, Caligraf, Acasă, Tomisul cultural, Vitraliu, Destine literare (Canada); Radio România Cultural (București), Radio Craiova. 
După o activitate de cronicar literar, cinematografic și sportiv, de poet și prozator desfășurată timp de câteva decenii în paginile unor publicații din provincie și din Capitală, Gelu Negrea a debutat în volum cu Anti-Caragiale, eseu  consacrat capodoperei dramatice a lui I.L. Caragiale, O scrisoare pierdută, care   s-a bucurat de o primire elogioasă din partea criticii, fiind apreciat ca o contribuție originală, îndrăzneață și inovativă în exegetica dedicată marelui scriitor. Relevarea rolului major al „textelor non-orale” (înscrisuri de tot felul - scrisori, articole de ziar, anunțuri, telegrame, procese verbale etc.) în dramaturgia și proza lui Caragiale, reevaluarea critică a unora dintre personajele Scrisorii pierdute (Trahanache, Cațavencu, Zoe, Cetățeanul turmentat…), argumentele aduse în sprijinul tezei că avem de-a face nu cu o comedie de moravuri, ci cu o piesă istorică și scoaterea ei de sub zodia criticismului anti-liberal au fost reținute drept contribuții importante în caragialeologia modernă. 
Volumele ulterioare – Dicționar subiectiv al personajelor lui I.L. Caragiale (primul inventar exhaustiv al celor peste o mie patru sute de personaje din proza și dramaturgia autorului) și Caragiale. Marele paradox (abordare monografică a unui scriitor de panteon și a unei creații literare care obsedează cultura română de mai bine de un secol) – au confirmat în Gelu Negrea un cercetător pătrunzător și aplicat, ingenios și, adesea, incomod, ale cărui revizuiri deschid orizonturi inedite de interpretare a operei unui autor pe care foarte mulți cred că o știu pe dinafară. Și nu greșesc. Adevărata provocare o reprezintă însă a o ști pe dinăuntru;  adică, a pătrunde în intimitatea zonelor sale misterioase, insolite și profunde, propunând, așa cum face Gelu Negrea, o nouă viziune asupra caragialismului ca fenomen literar.
În Cine ești dumneata, domnule Moromete?, Gelu Negrea învederează, de asemenea, o viziune aparte asupra unei cărți esențiale a  lui Marin Preda și a literaturii contemporane, Moromeții vol. I, în care criticul – delimitându-se de poncifele interpretărilor în cheie sociologistă, dominante până la el – vede „marele roman comic al literaturii române”, legat prin multe fire subterane de opera lui I.L. Caragiale. O mutație fundamentală aduce și în privința protagonistului romanului, Ilie Moromete, considerat nu efigia, excesiv spiritualizată, a țăranului român, ci „un Mitică rural”.
În romanul de acțiune, mister și suspans Codul lui Alexandru, cu care Gelu Negrea și-a făcut debutul  ca prozator (în volum), mari enigme ale istoriei (moartea lui Alexandru cel Mare, uciderea în masă a Cavalerilor Templieri etc.) își găsesc o insolită dezlegare, într-o narațiune polițistă, cu fine inflexiuni parodice. Dincolo de acest prim nivel de lectură (la apariție, Codul lui Alexandru a fost considerat „primul thriller din literatura română”), romanul se înscrie pe coordonatele a ceea ce critica recentă definește și consacră drept „realismul magic românesc” (vezi în acest sens volumul Mariei-Ana Tupan apărut în 2013 la Editura Academiei Române și intitulat chiar așa: Realismul magic).			
Volumul  Secretul lui Don Juan adună laolaltă 1001 de aforisme, multe dintre ele memorabile prin profunzimea ideilor, prin formulări insolite și paradoxale, iar uneori prin amuzante învecinări cu spiritul celebrelor legi ale lui Murphy.	
Best of I.L. Caragiale reprezintă cea dintâi antologie din opera unui clasic al literaturii române edificată exclusiv pe criterii  axiologice. În paginile sale se regăsesc titluri cunoscute din creația lui Caragiale, dar și bucăți literare puțin sau deloc incluse în anterioare lucrări de gen. Arhitectura volumului și  punctele de vedere formulate în prefața intitulată sugestiv Căutându-l pe Celălalt Caragiale propun o imagine inedită a marelui scriitor. 	 	

## Aprecieri critice
Tratamentul la care critica l-a supus de obicei [pe Zaharia Trahanache] este prostesc. E meritul unui recent comentator al Scrisorii (Gelu Negrea, Anti-Caragiale) de a fi relevat însușirile remarcabile ale acestui încornorat viclean și naiv totodată, ramolit și bornat, dacă e să ne luăm după tradiția critică. […] S-a accentuat prea des pe credulitatea omului. Nu destul pe noblețea lui sufletească. Admirabil în toate împrejurările, neica Zaharia e tactician, diplomat și iute în decizii”.
         …Există și aici [în D’ale carnavalului] o scrisoare pierdută, confirmând teza lui Gelu Negrea despre înscrisurile de toate felurile care pun în mișcare acțiunea pieselor și a unor proze…  (Nicolae Manolescu – Istoria  critică a literaturii române).
Gelu Negrea amendează exegeza anterioară prin exercițiul unui duh analitic mereu alertat, pus pe contestare, compunând o replică „pozitivă”, să recunoaștem, de o remarcabilă coerență.
  În cuprinsul – afirmăm din capul locului – cuceritor al Dicționarului subiectiv, mai curând decât cu un inventar, avem de-a face cu un univers epic, populat de numeroase personaje reconfigurate de Gelu Negrea, înzestrate cu o capacitate de a se recomanda într-o formulă nouă, de-a ne surprinde frecvent nu doar prin nuanțe, ci prin trăsături diferențiale consistente. (Gheorghe Grigurcu)
         Cartea lui Gelu Negrea, Caragiale. Marele paradox, este, de la Marea trăncăneală a lui Mircea Iorgulescu încoace, cea mai incitantă reflecție eseistică asupra lumii acestui clasic al literaturii române. (Dan C. Mihăilescu)
   „Gelu Negrea este genul de critic autentic în sens etimologic, adică unul care desparte apele, interesat de legitimitate prin recurs la metodă și de canonizare ca operațiune finală a unui demers prin care impresionismul empiric lasă loc transformării textului într-un obiect de cunoaștere și reflecție teoretică; (…) un critic perfect conștient de unelte și cu o agendă alimentată de studiul peisajelor generice: contextualizare a lui Caragiale în istoria ideilor, a curentelor, a tipologiei dramatice, a stilurilor contemporane internaționale.
În lectura lui Gelu Negrea, care operează cu concepte de antropologie culturală, de critică a imaginarului și teorie a genurilor, Caragiale se eliberează de straturile de clișee (…), reinventându-se în istoria literară ca un scriitor cu profunzimi nesesizate anterior, perfect sincron în contextul post-romantismului european de la sfârșitul secolului… Într-un stil alert, jucăuș, plastic, eliberat de clișee sau morgă exegetice, Gelu Negrea și-a ținut făgăduința de a ne deschide o fereastră nouă către opera lui Caragiale, ce apare acum într-o ipostază nu numai diferită, dar și mai complexă tematic și mai sofisticată în planul tehnicilor narative”.
•
         Strategia narativă în Codul lui Alexandru este brusca răsucire a intrigii, prin care realul și imaginarul se minează reciproc. Universul imaginat de Gelu Negrea e reversul celui renascentist, umanist, când descoperirile – inclusiv a Lumii Noi – erau mai întâi mentale, iar utopiile dovedeau și ele prioritatea minții omenești în relația cu natura. Codul lui Alexandru e locul geometric al operațiunilor simbolice prin care putem face multiple asociații cu parabole anterioare ale condiției umane. Lumea romanului este spectrală, bântuită deopotrivă de texte anterioare și de tehnologie, de trecut și de viitor – un fel de hipersuprafață generată la intersecția lor… (Maria-Ana Tupan)

## Volume publicate
- Anti-Caragiale (eseu critic),  Editura Cartea Românească, 2001 (ediția I), 2002 (ediția a II-a); Editura Academiei Române, 2012 (ediția a III-a, revizuită și completată);
- Mitică de I.L. Caragiale (antologie bilingvă româno-franceză, studiu  introductiv), Editura Cartea Românească, 2002;
- Cine ești dumneata, domnule Moromete? (critică literară), Editura Muzeul Național al Literaturii Române, 2003;
- Dicționar subiectiv al personajelor lui I.L. Caragiale [A-Z], vol. I, Editura Cartea Românească, 2004 (ediția I), 2005 (ediția a II-a);
- Codul lui Alexandru (roman), Editura Cartea Românească, 2007;
- Dicționar subiectiv al personajelor lui I.L. Caragiale [A-Z], ediție definitivă, Editura Cartea Românească, 2009;
- Secretul lui Don Juan/1001 aforisme, Editura Palimpsest, 2010;
- Caragiale. Marele paradox (istorie literară), Editura Cartea Românească, 2012;
- Best of I.L.Caragiale (antologie și prefață), Editura Academiei Române, 2015;
- Voluptatea fricii (eseuri), Editura Academiei Române, 2017;
- O sută și una de poezii - I. L. CARAGIALE (antologie), Editura Academiei Române, 2018;
- Doamnele domnului Caragiale (eseuri), Editura Tracus Arte, 2019;
- Ronduri de zi (publicistică), Editura Biscara, 2020;
- Lecturi subiective (critică literară), Editura Academiei Române, 2020;
- I.L. Caragiale, Teatru (ediție critică - Prefață), Editura Cartea Românească, 2020;
- Gânduri răzlețe, Editura Neuma, 2022

## Spectacole
- O noapte furtunoasă de I.L. Caragiale
- Goana de Paul Ioachim
- Cea mai puternică de August Strindberg
- A doua față a medaliei de I.D. Sârbu
- Milionarul sărac de Tudor Popescu
- Gaițele de Al. Kirițescu etc.

## Premii
- Premiul „Titu Maiorescu” al Academiei Române, 2009;
- Nominalizat de patru ori la Premiul Uniunii Scriitorilor din România (2001, 2004, 2009 și 2020);
- Premiul pentru critică și istorie literară al Asociației Scriitorilor din București, 2009;
- Premiul pentru critică, istorie literară, eseu al  Uniunii Scriitorilor din România, Filiala București, 2012;
- Premiul de Excelență al Primăriei Drobeta Turnu Severin, 2009;
- Premiul pentru eseu al revistei Luceafărul de dimineață, 2012;
- Premiul pentru eseu al revistei Tomis, 2001;
- Premiul pentru proză al revistei Caligraf, 2007;
- Premiul pentru critică literară la Festivalul internațional de literatură „Mihai Eminescu”, 2003;
- Diploma de excelență a Târgului internațional de carte, Chișinău, 2009.

Este inclus în Enciclopedia Personalităților din România, Who is Who?, 2007.